# Phylliroe
Phylliroe is een geslacht van weekdieren uit de klasse van de Gastropoda (slakken).

## Soorten
- Phylliroe bucephala Lamarck, 1816
- Phylliroe lichtensteinii Eschscholtz, 1825